# فرنسوا إنغليرت
فرانسوا بارون انغليرت (بالفرنسية: François Baron Englert)‏ عالم فيزياء نظرية بلجيكي ، وُلد عام 1932 في إيتربيك في بلجيكا، وبروفيسور فيزياء في جامعة بروكسل الحرة، وبروفيسور في مدرسة الفيزياء و الفلك بجامعة تل أبيب، وعضو في معهد دراسات الكم بجامعة تشابمان في كاليفورنيا فاز في بجائزة ساكوراي مع جيرالد جيورلنك و سي آر وهاجن و توم كيبل و بيتر هيغز و روبرت براوت في عام 2010.
في 8 أكتوبر 2013 حاز على جائزة نوبل في الفيزياء مناصفة مع بيتر هيغز لأبحاثهما في مجال البوزون هيغز، و الذي يتيح معرفة أصول كتل الجسيمات دون الذرية.

## النشأة
وُلد فرانسوا لعائلة يهودية في إيتربيك في إقليم بروكسل عام 1932، وهو من الناجين من المحرقة اليهودية.

## أبحاث بوزون هيغز
تنبأ بيتر هيغز عام 1964 بوجود جسيم صغير سماه بوزون هيغز ، و اعتقد أنه المسؤول عن أصل أي كتلة ، واعتقد أن المادة تحصل على كتلتها عند التفاعل مع مجال هيغز ، و بحسب النموذج الفيزيائي القياسي فإن المادة تتكون من فرميونات و بوزونات و قد تم اكتشاف البوزون عن طريق تدوير بروتونين بشكل منعزل لتصل سرعتهما إلى سرعة الضوء ، ثم يسمح لهما بالتقاطع ، عند التقاطع تنشأ طاقة حركية كبيرة جدا و ينبعث منها جسيمات صغيرة تسمى بوزونات.

## جائزة نوبل
تقديراً لأبحاثه في مجال الجسيمات ، مُنح فرانسوا جائزة نوبل في الفيزياء مناصفة مع بيتر هيغز في 8 أكتوبر 2013.

## روابط خارجية
- فرنسوا إنغليرت على موقع الموسوعة البريطانية (الإنجليزية)
- فرنسوا إنغليرت على موقع مونزينجر (الألمانية)